# Imre Nagy (Politiker, 1957)
Imre Nagy [ˈimrɛ ˈnɒɟ] (* 16. November 1957 in Sárvár, Komitat Vas) ist ein ehemaliger ungarischer Politiker der Ungarischen Sozialistischen Arbeiterpartei MSZMP (Magyar Szocialista Munkáspárt) sowie der Ungarischen Sozialistischen Partei MSZP (Magyar Szocialista Párt) und Wirtschaftsmanager, der unter anderem zwischen 1988 und 1989 letzter Erster Sekretär des Zentralkomitees (ZK) der Kommunistischen Jugendliga KISZ war.

## Leben
Nagy, Sohn eines technischen Inspekteurs, begann nach dem Abschluss des Lajos Nagy-Gymnasiums in Szombathely ein Mathematikstudium an der Naturwissenschaftlichen Fakultät der Eötvös-Loránd-Universität (ELTE), das er 1982 mit der Graduierung abschloss. Bereits während des Studiums wurde er 1977 Mitglied der Ungarischen Sozialistischen Arbeiterpartei MSZMP (Magyar Szocialista Munkáspárt). Nach Abschluss des Studiums war er zwischen 1982 und April 1984 Sekretär des Komitees der Kommunistischen Jugendliga KISZ (Magyar Kommunista Ifjúsági Szövetség) an der ELTE und fungierte danach von April 1984 bis Februar 1985 als stellvertretender Leiter der Abteilung für Universitäten und Hochschulen im ZK der KISZ, ehe er zwischen Februar und Oktober 1985 Leiter dieser Abteilung war. Im November 1985 wurde er Mitglied des Präsidiums und Sekretär des ZK der KISZ und bekleidete diese Funktionen bis November 1988. Zwischenzeitlich schloss er 1986 ein Studium im Fach Industrieökonomik an der Karl-Marx-Universität für Wirtschaftswissenschaften (Marx Károly Közgazdaság-tudományi Egyetem) ab.
Auf einem ZK-Plenum wurde er am 22. Mai 1988 Mitglied des ZK der MSZMP. Als Nachfolger von Csaba Hámori wurde Nagy schließlich am 19. November 1988 letzter Erster Sekretär des ZK der Kommunistischen Jugendliga KISZ und bekleidete diese Funktion bis April 1989. Als solcher war auch Mitglied der Jugendkommission des ZK der MSZMP. Nach Auflösung der KISZ wurde er Vorsitzender des im April 1988 gegründeten Ungarischen Demokratischen Jugendverbandes DEMISZ (Magyar Demokratikus Ifjúsági Szövetség) und verblieb bis November 1989 in dieser Funktion. Nach Auflösung der MSZMP wurde er Mitglied der am 9. Oktober 1989 gegründeten Ungarischen Sozialistischen Partei MSZP (Magyar Szocialista Párt) und gehörte deren Vorstand von Oktober 1989 bis Mai 1990 als Mitglied an.
In der Folgezeit zog sich Nagy aus dem politischen Leben zurück und war zunächst Eigentümer des Verlages Hírlapkiadó Vállalat sowie 1990 Gründer des Unternehmens Vállalkozás Szervező Kft. In der Folgezeit war er von 1990 bis 1991 stellvertretender Geschäftsführer des Finanzberatungsunternehmens Kockázat Rt. und 1991 Gründungspräsident der Beratungsfirma Pólus Plusz Rt. Daneben ist er seit 1994 Mitinhaber und Chief Executive Officer (CEO) von Caola Rt. sowie seit 2002 Mitglied des Vorstands von Hungexpo Rt.